# Нагірний Василь Степанович
Васи́ль Степа́нович Нагі́рний (11 січня 1848, Гірне — 25 лютого 1921, Львів) — український галицький архітектор та громадський діяч кінця XIX — початку XX століть. Засновник товариств «Славія», «Народна торгівля», «Сокіл», «Зоря», «Дністер», «Народна Гостиниця», «Товариство для розвою руської штуки». Архітектурна спадщина В. Нагірного налічує кілька сотень об'єктів, серед яких церкви, каплиці, парафіяльні будинки, громадські та приватні будівлі.

## Біографія
Народився 11 січня 1848 року у селі Гірному (тепер Стрийського району, Львівської області) в родині середньо-заможних господарів Степана й Анни з Гриньовських. Мати померла, коли Василю було півтора року. Після другого одруження батька його опікуном стала баба (батькова мати), була не тільки годувальницею, а й життєвою наставницею й порадницею, прищепила хлопцеві любов до своєї віри та народу.

### Шкільні роки
Після чотирьох років сільської школи-дяківки взимку 1859 року, батько відвіз Нагірного до Стрия, де записав на другий курс першого класу народної школи.
Навчаючись в першому класі реальної школи — втратив батька і мусив сам заробляти собі на життя приватними лекціями.
У 1866 році, після закінчення трьох класів реальної школи, Василь Нагірний поїхав до Львова з метою продовжити навчання в четвертому класі. Приїхавши до Львова, не маючи ні знайомих, ні достатньо грошей на прожиття він був прийнятий до новоствореної бурси при «Народнім Домі». Проте, через один чи півтора місяця був змушений покинути бурсу, оскільки не зміг записатися до четвертого класу реальної школи. Вступив на дворічні педагогічні курси, де навчався один рік. З початком нового шкільного року Василь Нагірний вступив до четвертого і п'ятого класу реальної школи та утримуючись з приватних лекцій закінчив її у 1870 році. У своїх спогадах Нагірний писав, що навчання у вищих класах реальної школи належать до найприкріших у його житті. Йому бракувало всього, що було необхідне не тільки для навчання але й для життя. Він не мав жодної книжки, ані що їсти. Не раз жив кілька днів сухим горохом, купленим за кілька крейцерів. Під час тріскучої зими ходив у легкій, майже літній, одежині. Була крайня біда, однак охота до науки поборювала все лихо.

### Студентські роки
У 1870 році Василь Нагірний вступив як слухач до «Технічної академії», де став членом товариств «Академічний кружок» і «Дружний Лихвар», поставивши собі за мету злучити їх в один. Але його бажання не здійснилося, бо провчився в академії лише рік. Протягом того року йому вдалося дістати лекцію в приватній гімназії професора Тшашковського, де викладав рахунки і руську мову. Заощадивши трохи грошей зі заробітків у цій гімназії, після закінчення першого року, у вересні 1871 року поїхав до Цюриха, де записався на підготовчий курс до політехніки, а у 1872 році перейшов на відділ будівництва.

### Професійна діяльність
Після закінчення навчання в політехніці, у 1875 році, Василь Нагірний працював довший час у бюро свого професора Штадлєра в Цюриху при укладанні різних конкурсних проєктів, пізніше в будівельному уряді у Вінтертурі при будові кантональної техніки, у приватного архітектора Шефера в Арав, а останні чотири роки перебування у Швейцарії (до 22 серпня 1882 р.) — у будівельному уряді в Цюриху.
Одразу після приїзду до Львова восени 1882 року Нагірний взявся до проєктування церков. Першу церкву, взірцем для якої послужив Софійський собор у Царгороді, побудували в Яричеві Малому. Пізніше з його бюро вийшли проєкти для будівництва церков у Перегинську, Луці, Ракові, Черневі, Вороблику, Острові біля Кристинополя, Олеську, Мостах Великих, Завалові, Речичани та інші дрібні роботи, як проєкти іконостасів та парохіяльних будиночків.
Можна тільки дивуватися неймовірній енергійності і працьовитості цієї людини, адже на 1898 рік припадає закладення вже 54-ї його церкви (в Яворові), до 1902 року Василь Нагірний виготовив проєкти для сотні церков, 83 з яких муровані, а всього за його проєктами побудовано більш як 200 церков.

### Громадська і політична діяльність
У 1883 році, разом з Євгеном Дудикевичем, Северином Держком, Левом Павенцьким, Корнилом Устияновичем, Іваном Костецьким заснував Товариство «Народна Торгівля». Вже на посаді директора цього товариства, намагається усіляко підтримати та утвердити економічний статус українців. У 1886 році вийшов з друку його «Порадник для крамниць», де Нагірний докладно описує, як відкрити власну крамницю, які кошти для цього потрібні, а також подає зразки необхідних документів. Відомий львівський міщанин Михайло Галібей в одній зі своїх публікацій навіть назвав Нагірного «батьком галицької кооперації».
У 1884—1900 роках за ініціативи й активної участі Василя Нагірного заснували товариства руських ремісників «Зоря», «Дністер», «Сокіл», «Народна Гостиниця». Був одним із співзасновників Української ремісничої бурси. 26 грудня 1898 року увійшов до її наглядової ради.
У 1885—1890 роках Василь Нагірний обіймав посаду головного редактора газети «Батьківщина», де як фахівець вміщує кілька статей, що стосуються будівництва: «Як класти помости, аби охоронити їх від гриба», «Коли рубати будівельний матеріал?», «Дещо про будову церков», «Дім громадський».
У 1898 році разом з Іваном Трушем, Михайлом Грушевським та Юліаном Панькевичем засновує «Товариство для розвою руської штуки», на перших зборах якого Василя Нагірного одноголосно вибрано головою. Це товариство мало великий вплив на подальшу долю галицької архітектури та мистецтва в цілому.
1907 року з його ініціативи у Львові постало товариство українських робітників «Сила»; став першим його головою.
Член Української народної трудової партії. 16 березня 1897 року відбулося голосування під час виборів до австрійського Райхсрату (Державної Ради у Відні) з сільської курії в окрузі Львів-Городок-Яворів, в якому Василь Нагірний, «русин-народовець», якого підтримували соціалісти й польські людовці, набрав 272 голоси уповноважених виборців з 601. Його суперником був Теофіль Мерунович (пом. 12.12.1919), кандидат центрального комітету й антисеміт, який набрав 315.. На думку автора допису в польськомовному часописі «Dziennik Krakowski», це були перші вибори у Львові, які відбулися «під дашком» карабінів військовиків.
Василь Нагірний помер 25 лютого 1921 року та був похований на Личаківському цвинтарі у Львові (поле № 5).

### Родина
25 листопада 1884 року одружився з донькою пароха, дідича селища Рудно Євгена Дудикевича — Марією. Мали четверо дітей:
- Євген, після закінчення політехніки став відомим архітектором і гідно продовжував справу церковного будівництва в Галичині, так вдало розпочату батьком;
- Євстахій, закінчивши Торговельну академію, був інспектором «Народної Торгівлі»;
- Анна стала дружиною судді Сафата Рабиновича;
- Софія, закінчила факультет філософії в університеті. Правнука (онука Софії) — видатна американська співачка українського походження Квітка Цісик[11].

## Творчість
Архітектурна спадщина Василя Нагірного налічує кілька сотень об'єктів, серед яких церкви, каплиці, парафіяльні будинки, громадські та приватні будівлі. Серед таких, зокрема, народний дім у Борщеві Тернопільської області, споруджений у 1905—1908 роках, керівник будови Василь Дроздовський.
Найціннішими є сільські церкви, що становлять більшість серед його творів, в основі у яких покладений візантійський стиль.
Оглядаючи доробок, особливий акцент необхідно зробити на проектах українських церков. Адже, за період творчості архітектора (1882—1918) — кожна четверта церква у Галичині, була побудована за його проектом.
Повернення Нагірного до Львова збіглося з періодом національно-суспільного піднесення на галицьких землях, де він, як фахівець, знайшов ділянку для втілення таланту.
Фактично він перший зробив спробу на професійному рівні створити оригінальну форму української сакральної споруди. Прагнучи творити новий напрямок В. Нагірний пробує поєднати в одному різні стилі, беручи за основу візантійський, дбаючи про збереження традицій обряду.
Працюючи одночасно як з деревом так і каменем, намагається виявити найхарактерніші форми, що відповідають даному матеріалу, створити самобутню та оригінальну пластику. Проте, найбільший пласт його творчості складають муровані церкви.

### Однобанні церкви
Взявши за основу хрещато-банну конструкцію, архітектор максимально спрощує структуру храму і надає їй візантійського характеру з елементами класицизму. Врахувавши скромні економічні можливості українського населення, запропонував просту, компактну, бездоганну з інженерно-технічного боку сакральну споруду, яка вимагала відносно малих коштів та кількості будівельних матеріалів. Тим не менш, кожна церква вирізняється своєю вишуканістю та неповторністю форм.
До них можна віднести муровану церква святого Дмитра в с. Дмитре біля Щирця, побудовану 1898 року, хрещату в плані. Споруда має вісім гранчастих пілонів на кутах рамен, головна нава перекрита восьмибічною банею на четверику, бічні рамена прямокутної форми з вікнами по боках. За своїм планувальним вирішенням подібні: церква св. Дмитра, в селі Мальчиці, побудована 1908 року, церква Воздвиження Чесного Хреста в Підгородищі з 1908 року, церква св. Миколи в Лучинцях 1903 року і церква Преображення Господнього в Сасові 1898 року. Остання відрізняється лише восьмибічною апсидою.
Величава церква св. Івана Богослова в селі Суховоля, побудована 1912 року. Споруда хрещата в плані, з північного та південного боків до півкруглої апсиди прилягають захристя та ризниця, головна нава перекрита хрестовим склепінням з круглою банею, бічні рамена прямокутної форми з вікнами по боках. Церкви з аналогічним об'ємно-просторовим вирішенням побудовано також в Гнилиці, Гологорах та Лисичинцях.
Дуже своєрідна за планувальним вирішенням, Церква Покрови Пресвятої Богородиці, розміщена на краю містечка Бібрка, побудована 1906 року. Будівля симетрична відносно поздовжньої осі, з великою банею над головною навою, в основі якої лежить квадрат, бічні рамена мають півкруглу форму, головна та бічні апсиди мають вигляд стиснутих циліндрів. Не менш оригінальні однобанні церкви за проектами Василя Нагірного побудовано в Надітичах, Жовчеві та Білому Камені.
Був автором проєкту Церкви Преображення Господнього в с. Новий Люблинець (Закерзоння).

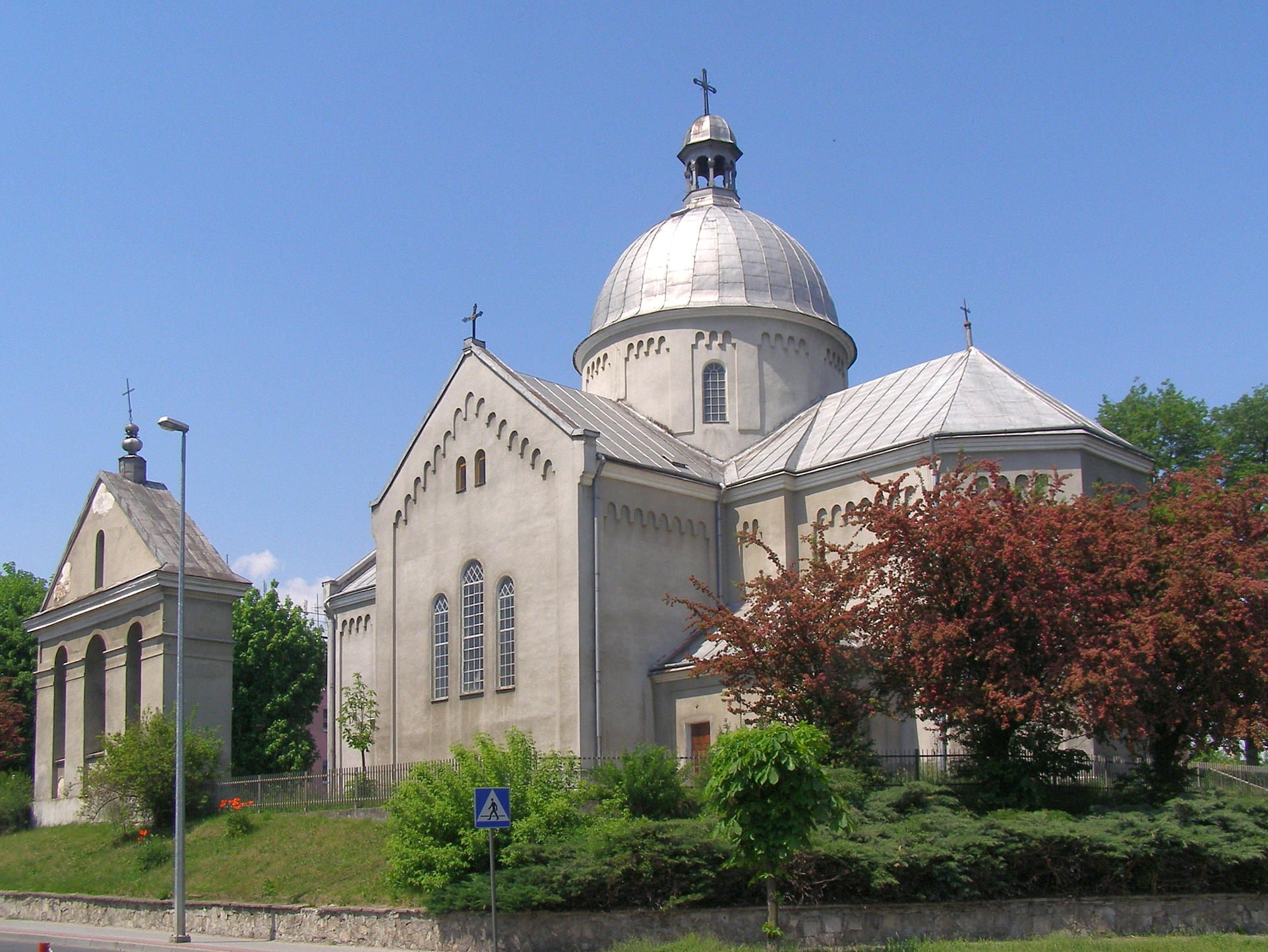
Церква святого Миколая (1883 р.; м. Любачів, Польща)
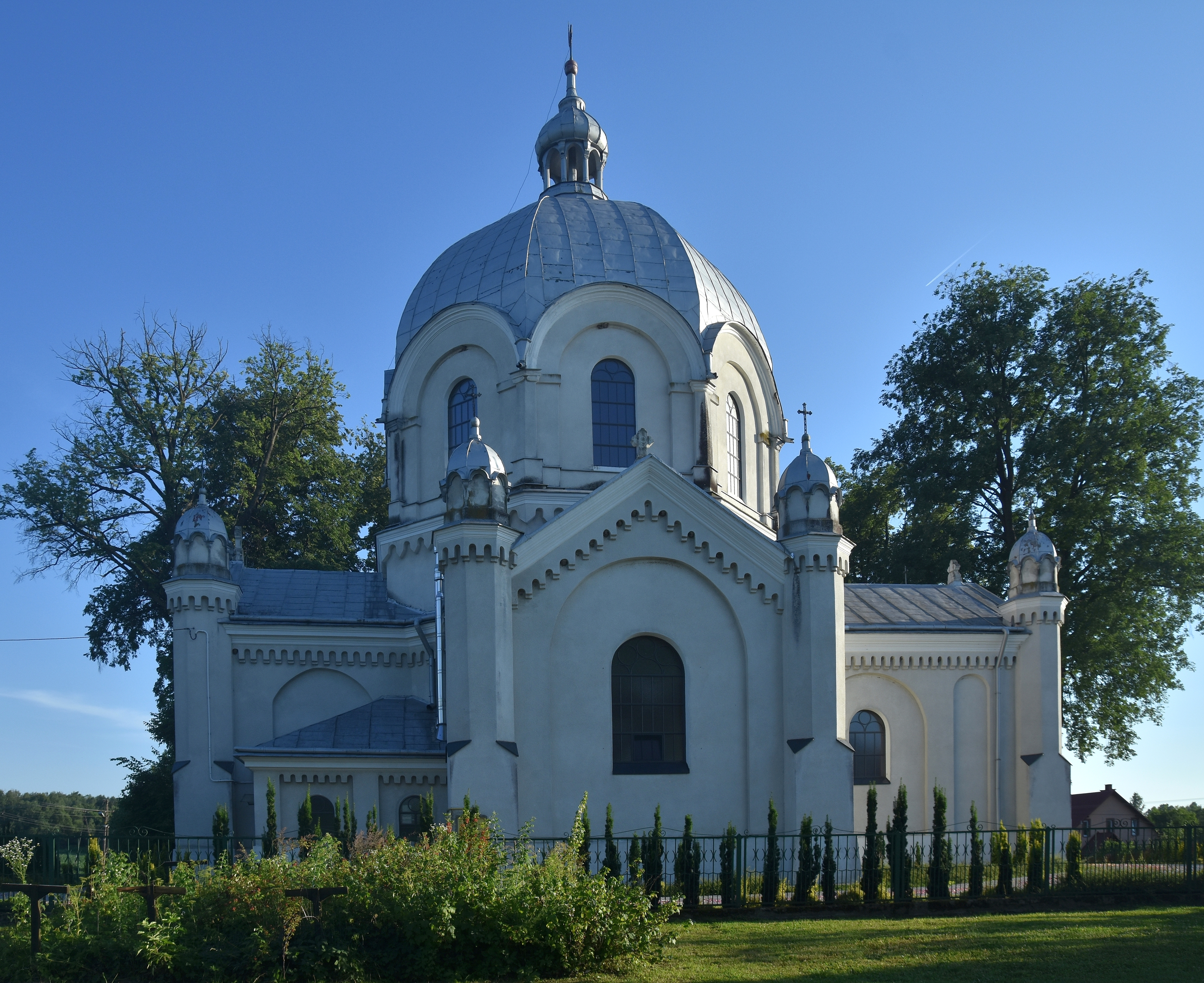
Церква св. Арх. Михаїла (1896 р.; с. Ришкова Воля, Польща)
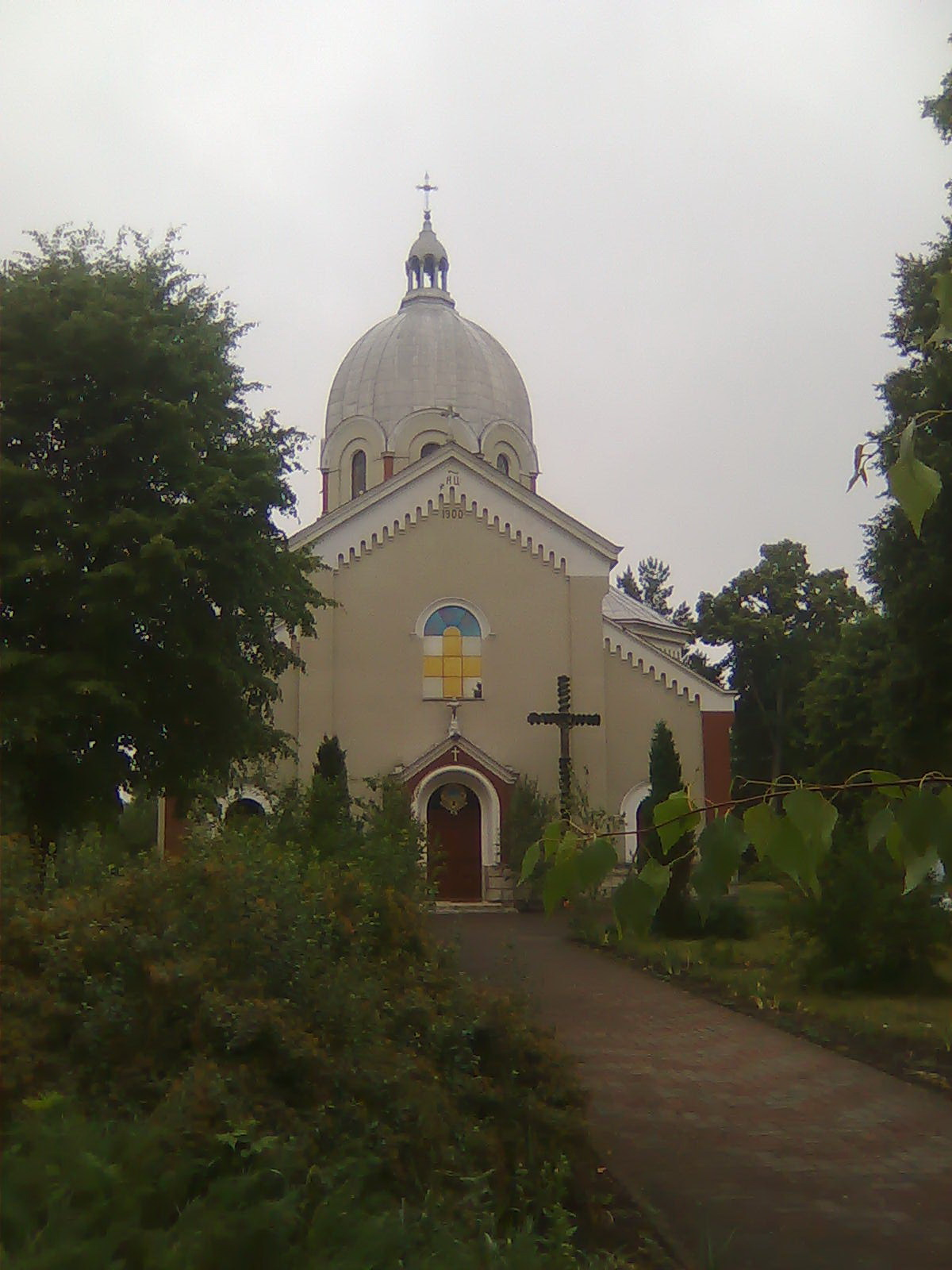
Церква Святої Трійці (1900 р.; с. Білий Камінь, Золочівський район, Львівська область)
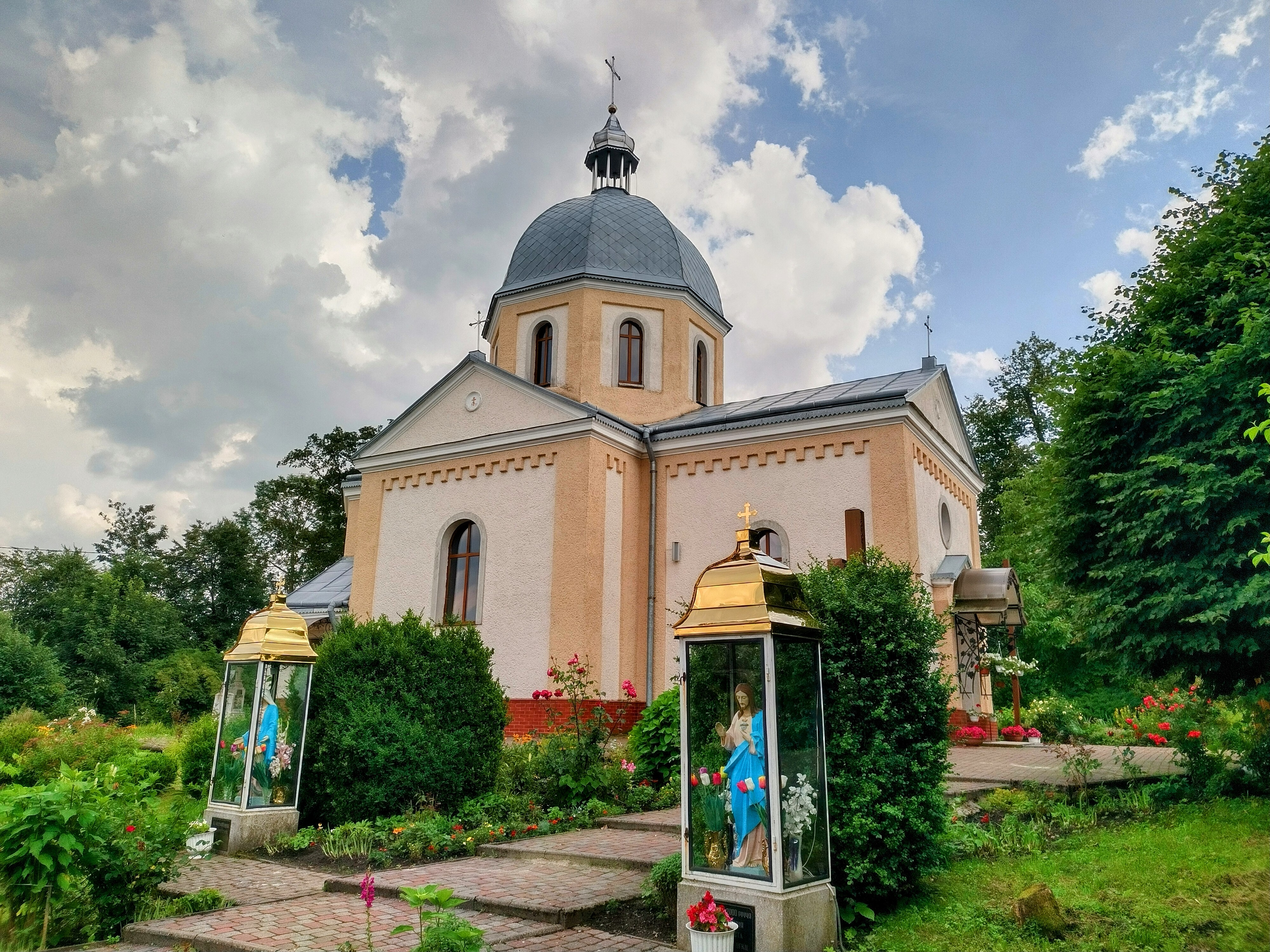
Церква Успіння Пресвятої Богородиці (1900 р.; с. Речичани, Львівський район, Львівська область)
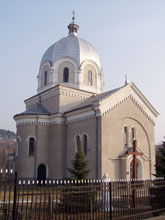
Церква Покрови Пресвятої Богородиці (1906 р.; м. Бібрка, Львівський р-н, Львівська область)
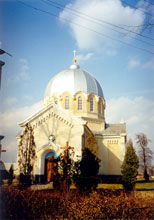
Церква (1906 р.; с. Лівчиці, Стрийський район, Львівська область)
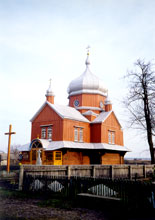
Церква Собору Святого князя Володимира (1907 р.; с. Вербляни, Золочівський район, Львівська область)
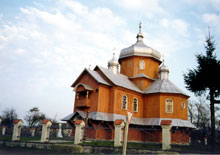
Церква Святих Кузьми і Дем'яна (с. Черниця, Стрийський район, Львівська область)
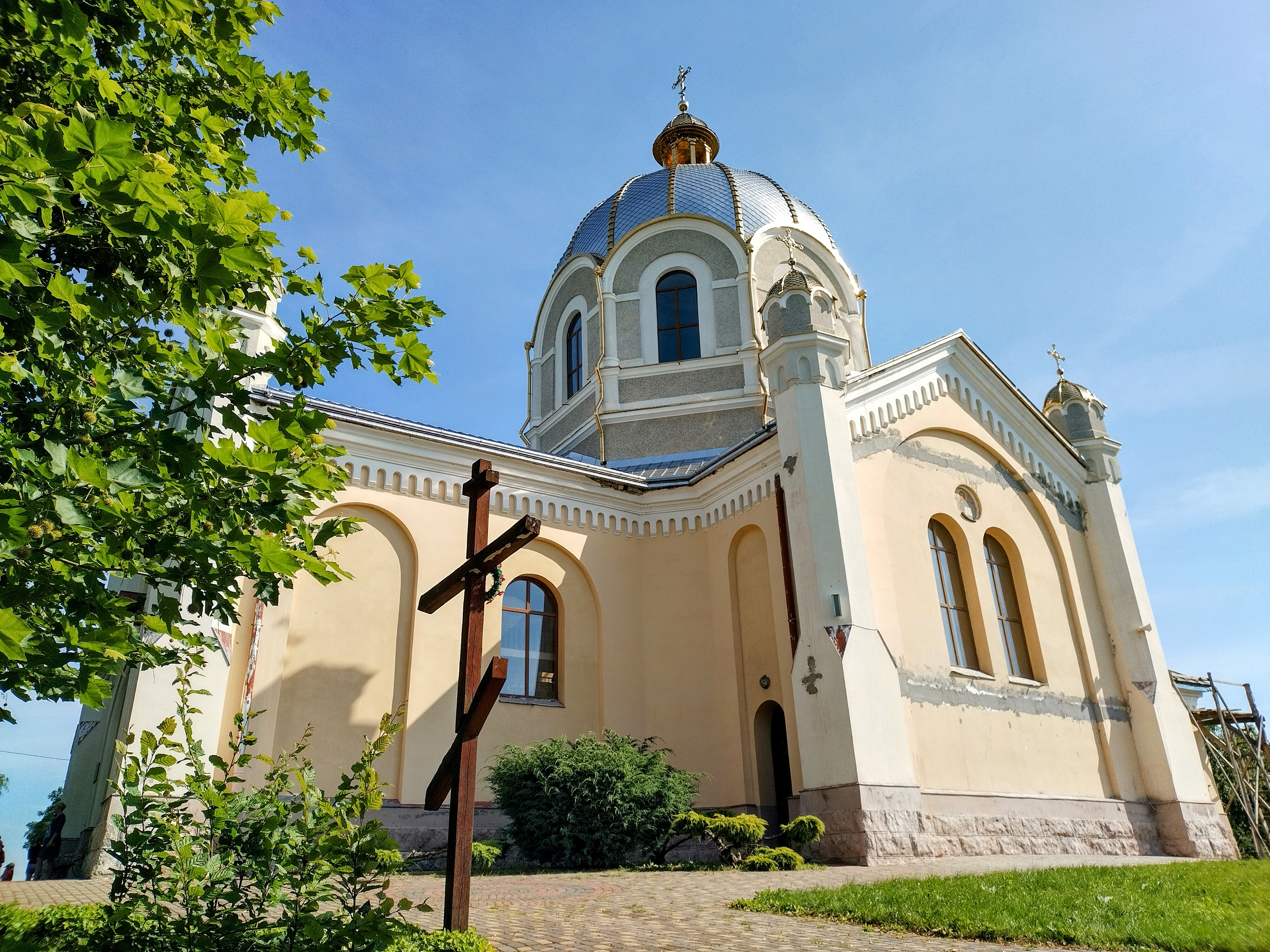
Церква Святого Великомученика Димитрія Солунського (1908 р.; с. Мальчиці, Яворівський район, Львівська область)
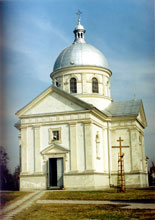
Церква Преображення Господнього (1912 р.; с. Суховоля, Львівський район, Львівська область)
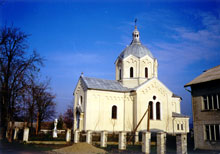
Церква (1914 р.; с. Надітичі, Стрийський район, Львівська область)

### Трибанні церкви
Трибанні церкви Василя Нагірного відрізняються вираженою чотирикутною в плані навою, до якої примикають з північної та південної сторін бічні рамена, а зі східної та західної — вівтар і бабинець, масивними восьми або чотирибічними підбанниками та своєю насиченістю бань, по периметру яких врізані аркові вікна. Вони в свою чергу підкреслені вигнутим карнизом, на зразок Володимирського собору в Києві. Як приклад, можна назвати церкви Собору Пресвятої Богородиці в Утішкові (1908), Покрови Пресвятої Богородиці в Миколаєві, що біля Винників (1903), Введення в Храм Пресвятої Богородиці в Перегноєві (1907).
На особливе місце слід також поставити церкви Різдва Пресвятої Богородиці (1891) в Балучині Буського району та св. Кузьми і Дем'яна (1886) в Червоному Золочівського району. Маючи ідентичне об'ємно-планувальне вирішення, вони різняться лише архітектурними деталями.

Автор неодноразово у своїх публікаціях звертав увагу на властивості матеріалу, «бо те що виконується наприклад з дерева, не конче дасться виконати з каменя і навпаки» . На відміну від попередніх, в цих спорудах застосовується прийом, властивий винятково мурованим об'єктам — коло, яке неможливо застосувати в дереві. Півкуляста баня спирається на округлий підбанник, який в свою чергу врізається в дах. Округлу форму має також і вівтарна частина, до якої приєднані захристя з північного і південного боку. Споруди оздоблені пілястрами, колонами та розкішним карнизом. Бічні рамена завершуються подвійними арковими вікнами. Внаслідок поєднання тридільного простору та хрещатого плану була утворена об'ємно-просторова композиція, що як ніяка інша, гармонійно поєднує основні традиції галицької архітектури та модерного трактування щодо відповідності форми і матеріалу.

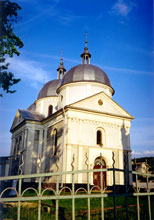
Церква (1886 р.; с. Галицьке, (Золочівський район, Львівська область)
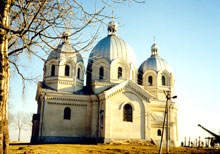
Церква Покрови Пресвятої Богородиці (1903 р.; с. Миколаїв, (Львівський район, Львівська область)
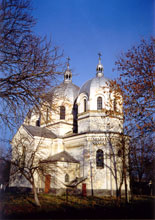
Церква Пресвятої Богородиці (1907 р.; с. Перегноїв, Золочівський район, Львівська область)
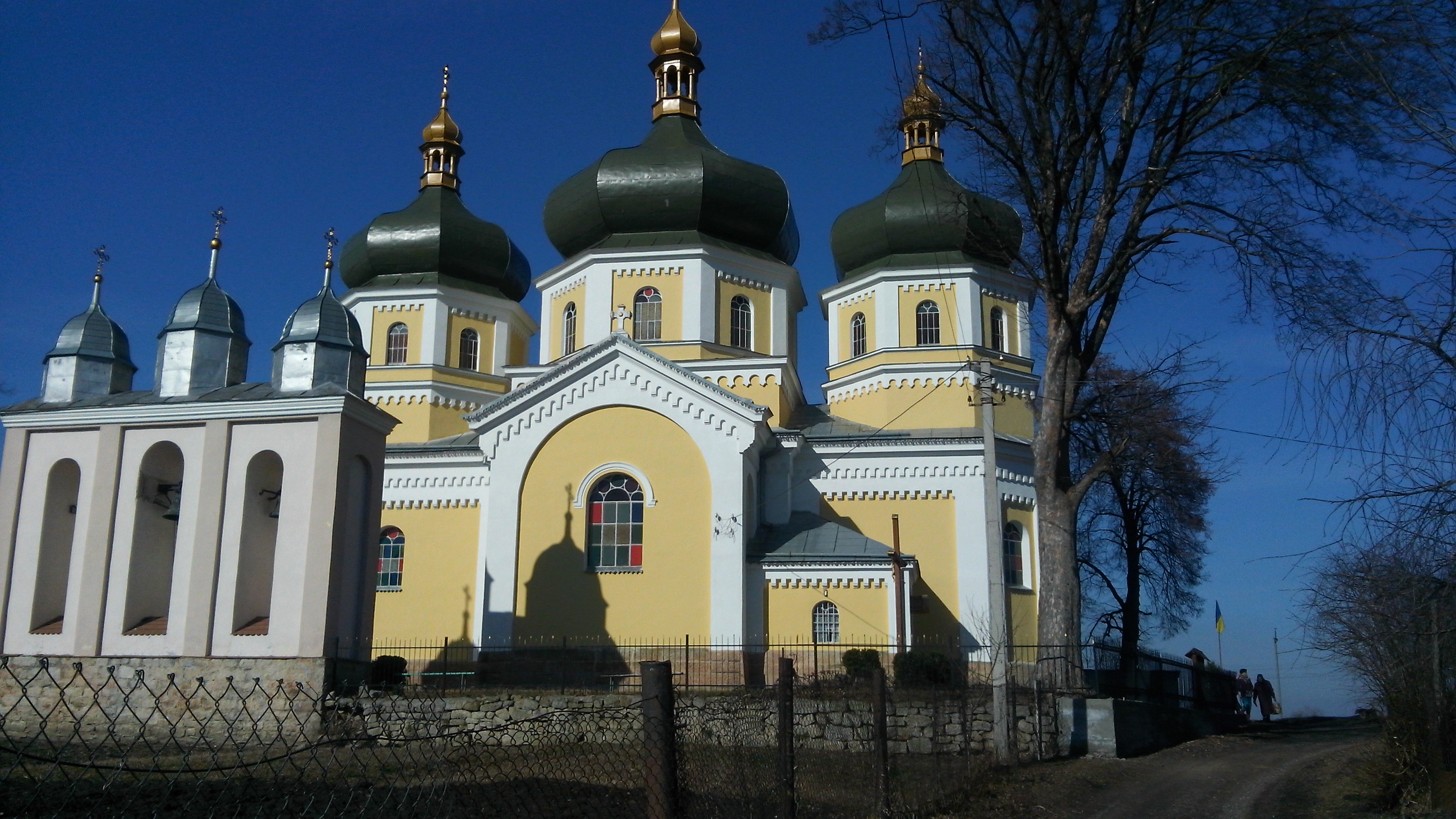
Церква (1909 р.; с. Великий Полюхів, Золочівський район, Львівська область)

### П'ятибанні церкви
Поява мурованих церков з банями, встановлених на кутах центрального квадрата, в Галичині належить В. Нагірному, який виходив з того, що цей тип має візуальну перевагу над першим, в якому бані ставились над вівтарем, навою, бабинцем і бічними раменами — крайні бані не заступають центральну.
Одна з його найгарніших мурованих п'ятибанних церков побудована в Тухлі. Також церкви на п'ять бань побудовані в Берездівцях, Вороблику Королівському, Долині, Калуші, Копичинцях (св. Миколая на Горі, 1900/1905), Олеську, Стоянові, Східниці, Мостах Великих, Токах, Судовій Вишні, Черневі (за зразком Софійської церкви в Царгороді) та інших місцевостях. Найбільша — у Яворові.

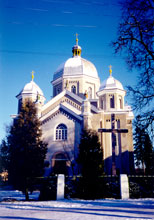
Церква Успіння Пресвятої Богородиці (1891 р.; селище Олесько)
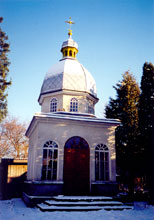
Каплиця біля церкви Успіння Пресвятої Богородиці (1891 р.; селище Олесько)
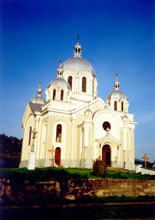
Церква Святого Миколая (1904 р.; с. Тухля)
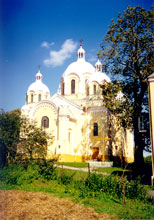
Церква святого Іллі (1913 р.; с. Стоянів)
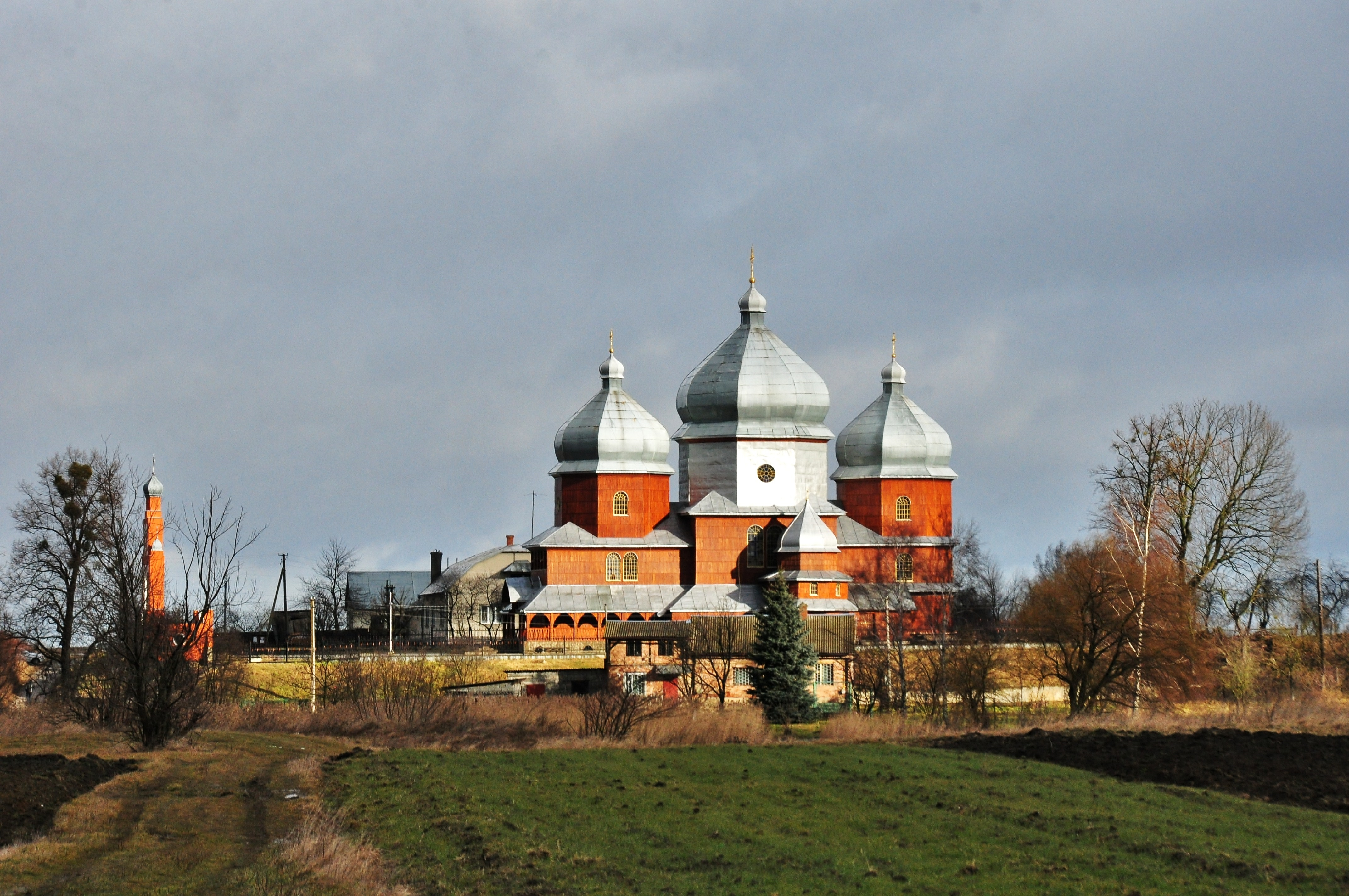
Дерев'яна церква Усікновення Глави св. Івана Хрестителя, с. Сілець)

## Вшанування пам'яті
Протягом 1943—1944 років в місцевості Скнилівок у Львові була вулиця Нагірного (нинішня вулиця Листова).
30 грудня 2018 року в рідному селі відкрито пам'ятник Василю Нагірному.